# Пашед
Пашед (перс. پشد) — село в Ірані, у дегестані Шандерман, у бахші Шандерман, шагрестані Масал остану Ґілян. За даними перепису 2006 року, його населення становило 189 осіб, що проживали у складі 49 сімей.

## Клімат
Середня річна температура становить 14,04°C, середня максимальна – 27,77°C, а середня мінімальна – -0,95°C. Середня річна кількість опадів – 727 мм.
| Клімат поселення                              | Клімат поселення | Клімат поселення | Клімат поселення | Клімат поселення | Клімат поселення | Клімат поселення | Клімат поселення | Клімат поселення | Клімат поселення | Клімат поселення | Клімат поселення | Клімат поселення | Клімат поселення |
| Показник                                      | Січ.             | Лют.             | Бер.             | Квіт.            | Трав.            | Черв.            | Лип.             | Серп.            | Вер.             | Жовт.            | Лист.            | Груд.            |                  |
| Середній максимум, °C                         | 9,64             | 10,28            | 12,37            | 17,86            | 21,84            | 25,69            | 27,77            | 27,56            | 23,27            | 20,80            | 16,62            | 12,15            |                  |
| Середня температура, °C                       | 4,34             | 4,98             | 7,07             | 12,56            | 16,54            | 20,40            | 23,51            | 23,30            | 19,00            | 16,54            | 12,34            | 7,88             |                  |
| Середній мінімум, °C                          | −0,95            | −0,31            | 1,77             | 7,27             | 11,26            | 15,10            | 19,24            | 19,02            | 14,72            | 12,26            | 8,08             | 3,61             |                  |
| Норма опадів, мм                              | 72               | 59               | 64               | 56               | 39               | 24               | 10               | 31               | 71               | 105              | 83               | 113              |                  |
| Середньомісячна швидкість вітру, м/с          | 2.29             | 2.37             | 2.40             | 2.30             | 2.25             | 2.49             | 2.56             | 2.38             | 2.08             | 2.06             | 1.90             | 1.91             |                  |
| Середньомісячна сонячна радіація, кДж/м²·день | 6891             | 9136             | 11257            | 15828            | 19936            | 22708            | 23671            | 19943            | 16307            | 11173            | 8575             | 6589             |                  |
| --------------------------------------------- | ---------------- | ---------------- | ---------------- | ---------------- | ---------------- | ---------------- | ---------------- | ---------------- | ---------------- | ---------------- | ---------------- | ---------------- | ---------------- |
| Джерело:                                      |                  |                  |                  |                  |                  |                  |                  |                  |                  |                  |                  |                  |                  |